# Athenodoros Kananites

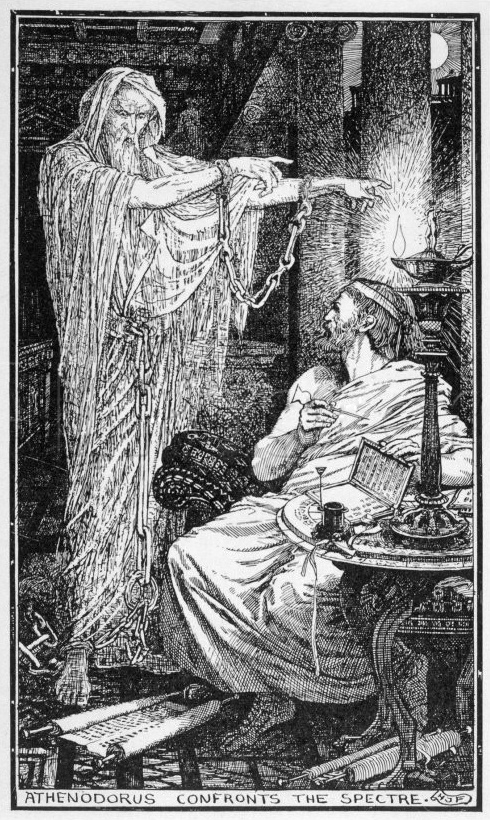
Athenodorus mietet ein Spukhaus. Illustration von Henry J. Ford

Athenodoros Kananites oder Athenodoros von Tarsos (altgriechisch Ἀθηνόδωρος Κανανίτης Athēnódōros Kananítēs) war ein stoischer Philosoph im ersten Jahrhundert v. Chr.

## Leben
Athenodoros war der Sohn des Sandon aus dem Dorf Kana bei Tarsos (in der heutigen Türkei), vermutlich Schüler des Poseidonios in Rhodos und Lehrer der stoischen Philosophie in Apollonia in Epiros. Er wurde von Kaiser Augustus nach Rom gezogen, mit der Erziehung seines Neffen und späteren Adoptivsohnes und Nachfolgers Tiberius betraut und auch von Augustus oft zu Rate gezogen. Nach Sueton verbrachte Athenodoros auch viel Zeit mit dem jungen Claudius, nach einem Brief des Augustus war jener von der rhetorischen Gewandtheit des Claudius überrascht. Der Geschichtsschreiber Cassius Dio erwähnt, dass Athenodoros (wie auch sein philosophischer Kollege Areios) von Augustus hoch geschätzt wurde.
Plinius der Jüngere berichtet im berühmten „Gespensterbrief“, dass ein Philosoph mit Namen Athenodoros in Athen ein Spukhaus gemietet und dieses von dem darin wohnenden Gespenst befreit habe – ob es sich dabei allerdings um Athenodoros Kananites handelt, ist nicht sicher.
Athenodoros kehrte später – wie Strabon berichtet – als alter Mann nach Tarsos zurück und widmete sich der Lokalpolitik in seiner Vaterstadt. Seine Verdienste, die er sich durch Einführung einer Gemeindeordnung um diese Stadt erworben hatte, wurden noch lange nach seinem Tode durch einen Opferdienst gewürdigt.
Von Athenodoros’ zahlreichen, oft dem Athenodoros Kordylion zugeschriebenen Schriften (z. B. gegen die Kategorien des Aristoteles, über die Pflichten u. a.) existieren nur noch Titel und einzelne Fragmente. Er widmete auch Octavia Minor, der Schwester des Augustus, ein Werk.